# Blasfèmia
La blasfèmia o flastomia és una expressió ofensiva contra la divinitat, contra algun símbol religiós o contra alguna realitat que sigui objecte d'adoració, de veneració o de culte religiós. La paraula ve del grec antic ἡ βλασφημία, τῆς βλασφημίας, blasphêmía, derivat de βλάπτειν, bláptein, «insultar», i de φήμη/φάμα, phếmê o pháma (dialecte dòric), «reputació», que va donar blasphemia en llatí, i que vol dir literalment difamació.
Al segle xvi, el teòleg espanyol Francisco Suárez va definir la blasfèmia com «tota mena de maledicció, retret o falta de respecte a Déu», tot i que va més enllà del límit estricte de la religió: «La blasfèmia pot implicar una manca de respecte a una criatura o a Déu, tot i que en sentit estricte només es fa servir en el darrer sentit». Així doncs, la paraula blasfèmia també pot designar una actitud irreverent cap a una persona o cosa considerada sagrada o inviolable.

## Tipus de blasfèmies
Segons els teòlegs i els homes d'Església, la blasfèmia pot ser de tres tipus:
- 1. És una heretgia quan l'insult suposa una declaració contra la fe, com en les afirmacions «Déu és cruel i injust» o «Déu és la creació més meravellosa de l'home».
- 2. És una imprecació quan es limita a una maledicció contra l'ésser suprem, com ara «me cago en Déu».
- 3. És una manca de respecte quan és una simple mostra d'indignació o de contrarietat, com en l'expressió de Julià l'Apòstata «Has vençut, galileu».

De manera que es pot considerar blasfem negar un atribut diví, o fins i tot l'existència de Déu, apropiar-se d'un atribut o un objecte sagrat, entrar en certs llocs, insultar o malmetre una representació de Déu, mentir, cometre perjuri, representar una icona, quan la religió a què pertany la imatge ho prohibeix, i, a fortiori, també representar la imatge en forma de caricatura.
Francis Bacon, fundador de la ciència experimental, va fer servir aquesta paraula en sentit metafòric en referir-se a Cató el Vell: «I en el judici a Cató el Vell, va ser ben castigat per la seva blasfèmia contra el Coneixement, i va ser castigat per allò en què havia faltat».
La blasfèmia no existeix si no va lligada a una religió concreta. Així, si un jueu diu que Jesús no és el fill de Déu no cau en cap blasfèmia, ja que la seva religió nega que Jesús sigui fill de Déu. Per contra, un jueu que afirmi que Jesús és el fill de Déu sí que cometrà una blasfèmia, perquè la seva religió ho nega. Així doncs, els debats sobre les caricatures religioses no tenen raó de ser, perquè si els dibuixants no caricaturitzen la religió de la qual formen part (si és que formen part de cap religió) no se'ls pot acusar de blasfems.
També s'ha de parlar de les blasfèmies derivades, és a dir, aquelles en què el sentit de la frase deixa de ser ofensiu perquè s'ha canviat alguna síl·laba o alguna paraula (per exemple, me caso en déna en comptes de me cago en Déu), que sovint han estat relativament ben acceptades.

### Problemàtica social
Les religions sempre delimiten un domini sagrat exclusiu i independent del domini profà. La protecció d'aquest domini sagrat es caracteritza per una sèrie de prohibicions. Davant aquestes prohibicions, la societat, en un Estat teocràtic, pot intervenir per «protegir Déu» o per «protegir els practicants». Als Estats amb religió oficial, en què el fet religiós sol ocupar una posició central, la llei protegeix la religió i la blasfèmia pot ser un delicte, perquè implica atacar el fonament mateix de l'ordre social. Als Estats laics, per la seva banda, la blasfèmia pot ser perseguida si causa un perjudici als fidels, perquè els ciutadans estan protegits per la llei, que els permet tenir les seves pròpies creences. Si la blasfèmia contravé el dret a la llibertat religiosa pot ser constitutiva de delicte.
Per les institucions religioses, una blasfèmia conscient implica una voluntat deliberada d'agressió, un rebuig de l'altre i dels seus valors. D'acord amb aquesta idea, un Estat teocràtic tendeix a combatre la blasfèmia, a vegades mitjançant la censura. Els Estats laics també la poden sancionar en alguns casos per preservar la pau social, però independentment de tota consideració religiosa.

### Protecció de les comunitats
Quan n'hi ha, la legislació contra la blasfèmia té l'objectiu de protegir les comunitats, no pas les religions com a tal: no hi ha cap problema a insultar el déu Aton, el disc solar; Brahma, déu de l'Índia, ni tampoc Vixnu, Xiva o Krixna, Apol·lo, Venus, Zaratustra o Mitra, sense por de ser perseguit. Tots aquests déus formen part de diverses mitologies, no de cap pràctica efectiva d'algun sector de la societat. Els legisladors i els jutges, doncs, no se'n preocupen, perquè no formen part de cap religió practicada pels membres de la comunitat nacional.
La noció de blasfèmia pot aparèixer quan una comunitat religiosa vol defensar-se contra el que interpreta com una agressió. Així, als anys 1988 i 1989 l'episcopat catòlic va mirar de convèncer els tribunals alemanys que havien d'aplicar la legislació contra la blasfèmia als ateus que defensaven que «l'Església ha estat el criminal més gran de la història de la humanitat». El 31 d'octubre del 1991, monsenyor Lustiger va fer unes declaracions a Le Figaro en què criticava les publicacions que es burlaven de l'Església o de les seves creences, avisant que «aquesta mena de pràctiques podrien acabar als tribunals», i pel Nadal del 2007 Lluís Martínez Sistach, cardenal arquebisbe de Barcelona, va criticar que una televisió pública com TV3 emetés una paròdia d'Els pastorets que «no respectava» alguns sentiments religiosos.
La importància de la blasfèmia en el dret d'un país depèn sobretot del context social. Independentment de quina sigui la religió afectada, el recurs a aquesta noció (per justificar una acció qualsevol) només és possible si el sentiment religiós que es considera ultratjat és suficientment fort. Quan aquest sentiment és majoritari, i en les societats caracteritzades per un fort grau d'autoritarisme i d'extremisme religiós, les autoritats que decreten que hi ha blasfèmia llancen l'acusació i així poden justificar als ulls dels creients les execucions o les persecucions que se'n deriven. En aquest cas, el problema de la protecció de les comunitats es planteja a l'inrevés, i es converteix en el problema de la protecció de les minories perseguides.

## Blasfèmia i dret arreu del món

### Amèrica

#### Estats Units
La primera esmena garanteix la llibertat d'expressió. El 1952 el judici de Joseph Burstyn Inc contra Wilson va declarar inconstitucional la prohibició del curtmetratge El miracle de Roberto Rossellini, considerat «vil, ofensiu i blasfematori».
El primer musulmà que va ocupar un seient al Congrés nord-americà, Keith Ellison, va jurar la Constitució dels Estats Units amb la mà sobre l'Alcorà. Tradicionalment, els càrrecs electes feien servir la Bíblia, i la utilització de l'Alcorà va fer protestar la dreta religiosa i conservadora, que ho va considerar una «blasfèmia a la Constitució».

### Món musulmà

#### Pakistan
El 1982, el president Muhammad Zia-ul-Haq va introduir al codi penal la secció 295B, que castigava «el vilipendi del Sant Alcorà» amb pena de presó perpètua. El 1986 s'hi va afegir la secció 295C, que permetia castigar amb pena de mort la persona que insultés el Profeta de l'islam.
El 2004, el Parlament pakistanès va aprovar una norma que reduïa l'abast de les lleis contra la blasfèmia, ja que requeria que la policia fonamentés extensament les acusacions abans d'anar a judici. Les lleis contra la blasfèmia s'havien utilitzat contra adversaris polítics o enemics personals, i de fet, segons els bisbes pakistanesos, des del 1988 s'havien arrestat sis-centes cinquanta persones arran d'una acusació falsa.
El 3 de juny del 2006, el Pakistan va prohibir la difusió del film Da Vinci Code utilitzant les lleis contra la blasfèmia. Els cristians del Pakistan ja havien protestat abans contra el llibre de Dan Brown El codi Da Vinci. El ministre Gulab Amal Gandoo va declarar que «l'islam ensenya el respecte a tots els profetes de Déu totpoderós, i un insult a qualsevol d'aquests profetes és tan important com la difamació de tots els altres».

### Europa
La llibertat d'expressió és garantida per les declaracions universals dels drets de l'home a què es refereix la Convenció Europea dels Drets de l'Home.

#### Alemanya
L'article 166 del codi penal, conegut com a Gotteslästerungsparagraph, castiga la blasfèmia amb penes de fins a tres anys de presó en cas que pertorbi la pau social.

#### Àustria
La blasfèmia està regulada pels articles 188 i 189 del codi penal.

#### Bèlgica
Bèlgica no penalitza la blasfèmia com a tal.

#### Dinamarca
La blasfèmia apareix als articles 140 i 266.b del codi penal danès.

#### Estat espanyol
L'article 525 del codi penal prohibeix «els atacs als dogmes religiosos, les creences o les cerimònies». Aquest article va ser invocat pel Cristo del Gran Poder per perseguir l'autor d'un videojoc on apareixien religiosos que portaven creus cristianes contra les quals s'havia de disparar.

#### Finlàndia
La blasfèmia contra Déu i les creences sagrades és penada amb sis mesos de presó.

#### Grècia
L'article 199 del Codi Penal grec castiga a qui públicament i amb malícia, ofèn Déu de cap manera, i aquell que es manifesta en públic, insults, falta de respecte al sentiment religiós.

#### Irlanda
La blasfèmia està prohibida per la constitució.

#### Països Baixos
Als Països Baixos, les seccions 147 i 429 bis del Codi Penal prohibeixen i castiguen la blasfèmia, introduït en el codi penal el 1932 després d'un projecte del Partit Comunista de l'hora de prohibir les celebracions de Nadal.